# 庫班卡
46°42′22″N 30°43′34″E / 46.70611°N 30.72611°E

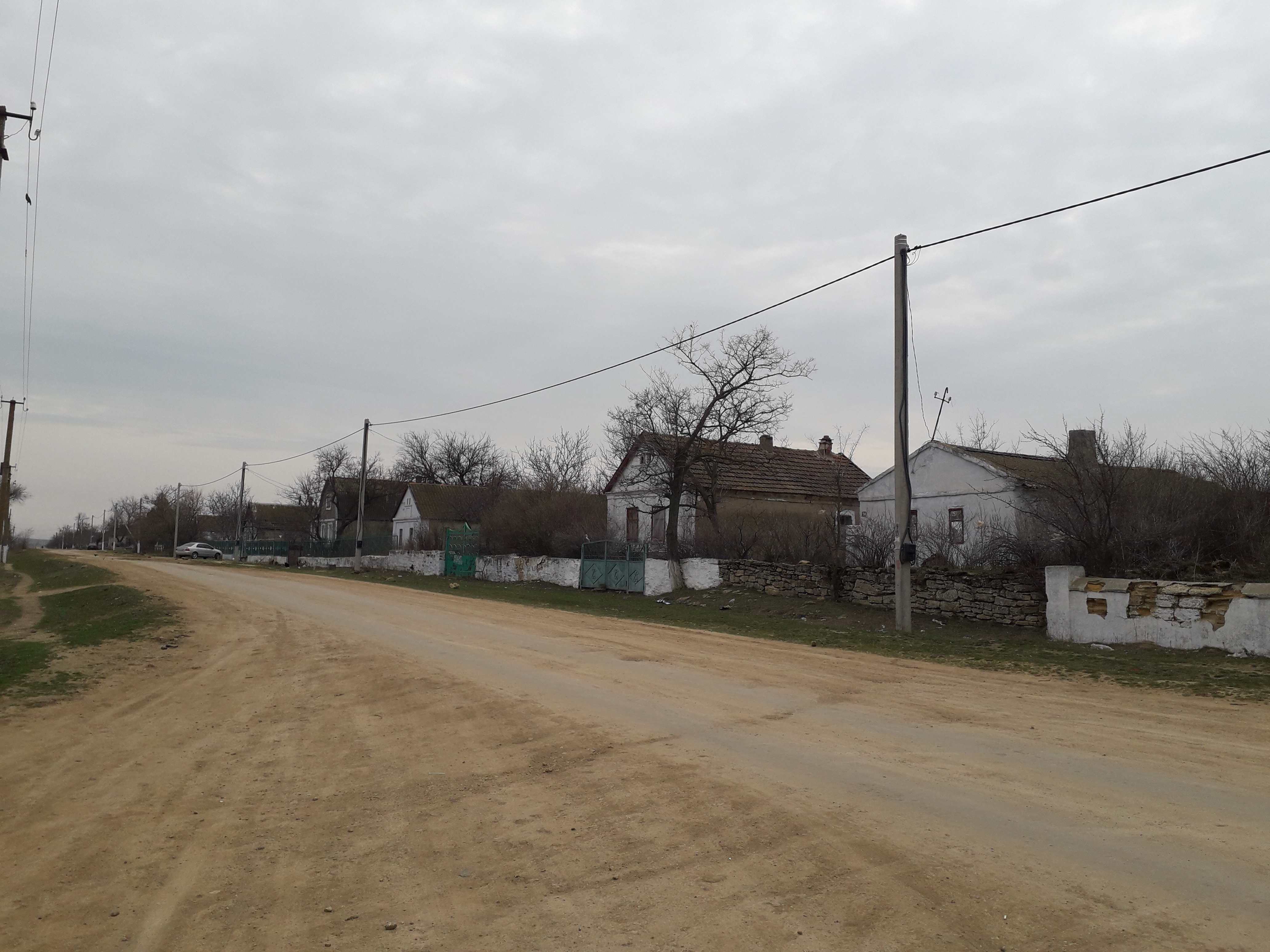

庫班卡（烏克蘭語：Кубанка）是位於烏克蘭西南部的村莊，由敖德萨州敖德萨区的克拉斯諾西爾卡市鎮負責管轄。該村處於庫班卡河畔，始建於1817年，面積1.72平方公里，海拔高度29米，2001年人口582。